# Il vizio della speranza
Il vizio della speranza è un film del 2018 diretto da Edoardo De Angelis.

## Trama
Figlia di una madre alienata e braccio destro di una lenona eroinomane, Maria traghetta povere anime sul fiume Volturno, prostitute nigeriane che affittano l'utero per sopravvivere e ingrassare la loro miserabile padrona. La parabola di sofferenze e fede nell'amore materno della protagonista Maria si conclude in una scena di natività a ridosso della spiaggia. E la mano del regista – tradita da un anello particolare che interviene a rimboccare Maria, il suo bimbo, e i suoi compagni ancora "umani" mentre sono addormentati – tradisce la presenza di una regia superiore, invisibile e protettrice.

## Distribuzione
Distribuito nelle sale da Medusa, il film è stato presentato in anteprima alla tredicesima edizione della Festa del Cinema di Roma, dove ha vinto il premio del pubblico BNL. Viene distribuito nelle sale cinematografiche italiane il 22 novembre 2018.

## Riconoscimenti
- 2019 - David di Donatello[2]
  - Migliore attrice non protagonista a Marina Confalone
  - Candidatura per la migliore attrice protagonista a Pina Turco
  - Candidatura per la migliore canzone originale ('A speranza) a Enzo Avitabile
- 2019 - Nastri d'argento
  - Migliore attrice non protagonista a Marina Confalone
  - Miglior scenografia a Carmine Guarino
  - Miglior canzone originale ('A speranza) a Enzo Avitabile
  - Candidatura per il miglior regista a Edoardo De Angelis
  - Candidatura per la miglior sceneggiatura a Umberto Contarello e Edoardo De Angelis
  - Candidatura per la miglior attrice protagonista a Pina Turco
  - Candidatura per la miglior colonna sonoraa a Enzo Avitabile
  - Candidatura per il miglior sonoro in presa diretta a Vincenzo Urselli
- 2019 - Ciak d'oro
  - Migliore attrice non protagonista a Marina Confalone[3]
  - Migliore colonna sonora a Enzo Avitabile[3]
- 2018 - Festa del Cinema di Roma
  - Premio del pubblico BNL[4]
- 2018 - Tokyo International Film Festival[5]
  - Miglior regista a Edoardo De Angelis
  - Miglior attrice a Pina Turco